# Spea
Spea es un género de anfibios anuros de la familia Scaphiopodidae compuesto por cuatro especies distribuidas por el oeste de Norteamérica.

## Especies
Según ASW:
- Spea bombifrons (Cope, 1863)
- Spea hammondii (Baird, 1859)
- Spea intermontana (Cope, 1883)
- Spea multiplicata (Cope, 1863)